# Сумаре, Бубакари
Бубакари́ Сумаре́ (исп. Boubakary Soumaré; 27 февраля 1999, Нуази-ле-Сек, Иль-де-Франс) — французский футболист, полузащитник клуба «Лестер Сити».

## Клубная карьера

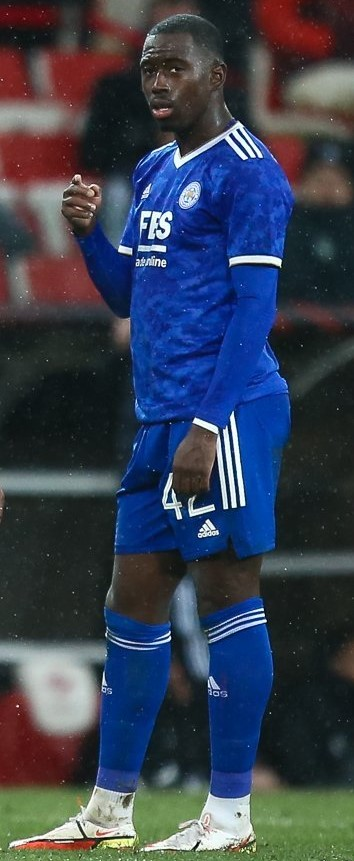
Сумаре в составе «Лестер Сити»

Сумаре — воспитанник клубов «Париж» и «Пари Сен-Жермен». Поиграв немного за академию последнего, Бубакари в поисках игровой практики подписал контракт с «Лиллем». 5 ноября 2017 года в матче против «Меца» он дебютировал в Лиге 1, заменив во втором тайме Фареса Балули. 2 июля 2021 года Сумаре перешёл в английский «Лестер Сити» за 17 млн фунтов, подписав пятилетний контракт. 14 августа в матче против «Вулверхэмптон Уондерерс» он дебютировал в английской Премьер-лиге. 

## Карьера в сборной
В 2018 году в составе сборной Франции до 19 лет Сумаре принял участие в юношеском чемпионате Европы в Финляндии. На турнире он сыграл в матчах против команд Украины, Турции и Англии.
В 2019 году Басила в составе молодёжной сборной Франции принял участие в молодёжном чемпионате мира в Польше. На турнире он сыграл в матче против команды Саудовской Аравии.
В 2021 году Сумаре в составе молодёжной сборной Франции принял участие в молодёжном чемпионате Европы в Венгрии и Словении. На турнире он сыграл в матчах против Дании, России, Исландии и Нидерландов.

## Достижения
Командные
«Лилль»
- Чемпион Франции: 2020/21

«Лестер Сити»
- Обладатель Суперкубка Англии: 2021